# 大森かほり
大森 かほり（おおもり かほり、 1978年4月30日 - ）は、日本の元タレントである。

## 人物
1978年（昭和53年）、兵庫県生まれ。『コロシアムガール』を経て、2001年（平成13年）10月から「ワンギャル」（5期生）となって、バラエティー番組 『ワンダフル』（TBSテレビ）にレギュラー出演した。また、第1回のM-1グランプリ（2001年）にぜんじろうと「かほじろう」というコンビで出場し、3回戦まで勝ち上がった。現在は引退している。

## 出演番組
- ワンダフル（TBSテレビ）※レギュラー